# Філатов Микола Михайлович
Мико́ла Миха́йлович Філа́тов (рос. Николай Михайлович Филатов; 22 липня 1950) — український воєначальник, генерал-майор.

## Життєпис
У 1972 році закінчив Ростовське вище військове училище імені головного маршала артилерії М. І. Недєліна.
Військову службу розпочав у 19-й ракетній дивізії (м. Хмельницький): старший оператор, помічник начальника відділення забезпечення бойової готовності, начальник чергової технічної зміни, старший інженер з аналізу й організації робіт служби ракетного озброєння, заступник командира полку з ракетного озброєння, начальник штабу полку, командир полку, начальник штабу дивізії. У 1980 році з відзнакою закінчив командний факультет Військової академії імені Ф. Е. Дзержинського (м. Москва).
З 27 листопада 1990 по 9 серпня 1994 року — командир 46-ї ракетної дивізії (м. Первомайськ, Миколаївська область).
Протягом 1994—1997 років обіймав посаду першого заступника командувача 43-ї ракетної армії (м. Вінниця).
У грудні 1997 року призначений заступником начальника штабу Військово-повітряних сил України і перебував на цій посаді до червня 1999 року.
Протягом 1999—2004 року — заступник начальника Національної академії оборони України.
З травня 2004 по вересень 2010 року — інспектор Головної інспекції Міністерства оборони України.
20 жовтня 2012 року обраний головою Всеукраїнського об'єднання організацій РВСП.

## Нагороди
Нагороджений орденами «За службу Батьківщині у Збройних Силах СРСР» 2-го та 3-го ступенів, радянськими і українськими медалями і нагрудними знаками.